# Sabulodes gorgyraria
Sabulodes gorgyraria är en fjärilsart som beskrevs av Charles Oberthür 1911. Sabulodes gorgyraria ingår i släktet Sabulodes och familjen mätare. Inga underarter finns listade.